# Robert Stack
Robert Stack (nascut Roberto Modini, Los Angeles, Califòrnia, 13 de gener de 1919 − Beverly Hills, Califòrnia, 14 de maig de 2003) va ser un actor estatunidenc.
Es va fer mundialment famós per la seva interpretació d'Eliot Ness en la sèrie de televisió americana The Untouchables.

## Biografia[2][3]
D'origen italià, la seva àvia, Marina Perrini, era cantant a la Scala de Milà. Va començar com a joveníssim galant secundari en una de les primeres pel·lícules de Deanna Durbin First Love, 1939, de Henry Koster, i en un segon pla darrere de James Stewart i Margaret Sullavan en un drama antinazi que s'ha convertit en un petit clàssic del cinema compromès de la seva època: Mortal Storm, 1940, de Frank Borzage).
El 1941 protagonitza un western paròdic de sèrie B Aventurers a Dakota, d'Alfred E. Green al costat de l'actriu Ann Rutherford, i ja el 1942 li arriba la seva primera oportunitat interpretant un soldat en un títol tan mític com Ser o no ser, o la millor paròdia-sàtira del nazisme al costat de El gran dictador, 1940, de Charles Chaplin, del realitzador alemany - llavors establert a Hollywood- Ernst Lubitsch.
Aquell mateix any protagonitza L'esquadró de les àguiles d'Arthur Lubin, pel·lícula bèl·lica gairebé inèdita a Europa que compta la història de diversos pilots nord-americans enrolats en la RAF durant la Segona Guerra Mundial, i un altre western de sèrie B fins que és cridat a files. La seva carrera professional s'interromp així fins al 1948, any en el qual s'estrena un film propagandístic de Raoul Walsh, titulat "Fighter squadron", on Stack queda gairebé enfosquit en pantalla per la interpretació de l'actor secundari Edmond O'Brien.
La carrera de l'actor comença a consolidar-se, primer com a actor principal d'una sèrie de cintes d'aventures i westerns de sèrie B, on el seu rostre comença a fer-se familiar per al públic de totes les edats. S'emmarquen aquí títols com "The bullfighter and the lady", (1951) de Budd Boetticher, un títol menor del seu infravalorat director; My Outlaw Brother (1951), d'Elliott Nugent, destacable western on treballa al costat dels ja consagrats Mickey Rooney i Robert Preston i a la per llavors prometedora Wanda Hendrix, estrenant-se al paper de brivall; "Bwana devil", 1952 d'Arch Oboler); "La conquesta de Cochise" 1954, al costat de John Hodiak, que suposa la seva primera col·laboració amb l'artesà William Castle i la seva primera encarnació d'un personatge històric; i la cinta d'aventures '"The iron glove", 1954 de William Castle, en companyia de l'actriu Ursula Thiess. Alhora, Stack comença a aparèixer en alguns episodis de sèries de TV ("Lights out", "The 20th Century-Fox Hour" o "Lux Video Theatre, per exemple).
A partir de 1954 la seva vida professional dona un gir, i comença a encadenar pel·lícules de més pressupost i acollida comercial: The high and the mighty (1954 William A. Wellman), sòlid drama de catàstrofes que es va avançar al famós subgènere dels anys 70 i en un repartiment que incloïa a John Wayne, Claire Trevor, Laraine Day o Robert Newton; el clàssic del cinema negre "House of Bamboo", 1955, de Samuel Fuller, on va realitzar la seva millor interpretació fins aquell moment, i on acompanyava en la trama a Cameron Mitchell, Robert Ryan, un joveníssim Brad Dexter o el ja per llavors veteraníssim Sessue Hayakawa; Good morning, Miss Dove, 1955, de Henry Koster, elegant melodrama meridional en que seduïa una immensa Jennifer Jones; i l'estimable western Great day in the morning, 1956 de Jacques Tourneur, al costat de Virginia Mayo i Ruth Roman.
El 1956 sorgeix la seva primera col·laboració en els estudis Universal amb el reconegut cineasta d'origen alemany Douglas Sirk, i així Stack entra en el seu moment més dolç com a actor. Es tracta de la fastuosa Written on the Wind homenatjada per Todd Haynes a Far from heaven 2002, que va significar la seva única nominació a l'Oscar al millor actor secundari, al costat de Rock Hudson, Lauren Bacall i Dorothy Malone. El 1958 repeteix amb Sirk en un film certament fascinant basat en una història de William Faulkner: The tarnished angels, tercer en discòrdia entre el matrimoni d'aviadors que formaven Rock Hudson i Dorothy Malone, i també al costat de Jack Carson.
Per fi 1959 es converteix en un any d'èxit complet: un film d'aventures on treballa amb actors gloriosos en dècades anteriors (Bette Davis, Charles Coburn) anomenat El capità Jones (de John Farrow), i la primera temporada de la sèrie de TV Els intocables (al costat de Lloyd Nolan), que li reporta un premi Emmy al millor actor dramàtic. Tanmateix, aquesta enorme popularitat sembla tornar-se contra ell, i la seva filmografia comença a entrar en un sot: "The last voyage" 1960, d'Andrew L. Stone resulta un fracàs en taquilla malgrat l'atractiu de la història -drama de catàstrofes en un creuer en alta mar- i malgrat compartir cartell amb Dorothy McGuire; The caretakers 1963 de Hall Bartlett és acollit per crítica i públic com un simple drama sentimental d'hospital -malgrat les interpretacions de Stack, Polly Bergen, Herbert Marshall i de Joan Crawford-; i la seva aparició a Paris brûle-t-il?, 1966 de René Clément es veu eclipsada davant de la impressionant desfilada d'estrelles que conté la pel·lícula.
A mitjans dels 60 és convidat als xous televisius de Bob Hope i Lucille Ball, però davant de l'escassetat de bons papers decideix provar fortuna en el cinema comercial europeu -en aquell temps en el seu punt àlgid a causa de les coproduccions- amb pel·lícules com Die Hölle von Macao 1967, de James Hill i Frank Winterstein, al costat d'Elke Sommer, Christian Marquand i Maurizio Arena; la semidesconeguda Le soleil des voyous, 1967 de Jean Delannoy, en companyia d'un contingut Jean Gabin; i la fallida Storia d'una donna amb la fascinant Bibi Andersson com a companya de repartiment.
En els anys 70 Stack torna als Estats Units i concentra les seves aparicions a la pantalla petita. D'aquell període destaca una sèrie d'èxit: "The name of the game", on actua a 6 capítols com a estrella convidada; i la telesèrie policíaca Most wanted (íd., 1976), on era l'absolut protagonista i de la qual va rodar només una temporada. Finalment, el 1979 intervé per a la pantalla gran en el fracàs comercial més gran de Steven Spielberg: la comèdia 1941 (íd.), al costat de John Belushi, Toshirô Mifune o Christopher Lee.
Els 80 suposen la seva tornada al treball actiu des de la seva recuperació per al cinema en la paròdica "Airplane!", 1980 de Jim Abrahams i els germans Zucker, basada en el best seller d'Arthur Hailey seguint la saga iniciada el 1970 pel director George Seaton amb el film "Airport". Continua treballant en la TV nord-americana des d'aleshores: "Love boat" el 1980, Strike force el 1981, Hotel el 1984, la minisèrie George Washington també de 1984, Hollywood wives el 1985, "Murder, she wrote" el 1984, on va fer la veu d'Ultra Magnus en la pel·lícula animada "Transformers" el 1986, Falcon Crest el 1987, etc.; amb alguna incursió com a secundari en pel·lícules d'èxit com el film bèl·lic "Uncommon valor", 1983 de Ted Kotcapf, amb Gene Hackman i Fred Ward, la comèdia "Joe versus the volcano", 1990 de John Patrick Shanley, remake lliure del clàssic de King Vidor de 1932 "Bird of paradise", i el drama costumista Mumford (íd., 1999) de Lawrence Kasdan).
A més, cal esmentar que va poder encarnar una vegada més el seu personatge fetitxe -Eliot Ness- en un telefilm de 1991 que es va estrenar en els cinemes de mig món.
Robert Stack va morir als 84 anys el 14 de maig de 2003, d'un atac al cor.

## Filmografia
Les seves pel·lícules més destacades són:
- 1939: First love de Henry Koster

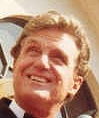
Robert Stack (1988).

- 1940: A Little Bit of Heaven d'Andrew Marton
- 1940: The Mortal Storm de Frank Borzage
- 1941: Badlands of Dakota d'Alfred E. Green
- 1942: Eagle Squadron d'Arthur Lubin
- 1942: Men of Texas de Ray Enright
- 1942: Ser o no ser (To Be or Not to Be) d'Ernst Lubitsch
- 1948: A Date with Judy de Richard Thorpe
- 1948: Fighter Squadron de Raoul Walsh
- 1951: My Outlaw Brother d'Elliott Nugent
- 1951: The Bullfighter and the Lady de Budd Boetticher
- 1952: Bwana Devil d'Arch Oboler
- 1954: The High and the Mighty de William A. Wellman
- 1955: House of Bamboo de Samuel Fuller
- 1956: Una pistola a l'alba (Great Day in the morning) de Jacques Tourneur
- 1956: Escrit en el vent (Written on the Wind) de Douglas Sirk
- 1957: The Tarnished angels de Douglas Sirk
- 1958: El regal de l'amor (A Certain Smile) de Jean Negulesco
- 1959 - 1963: The Untouchables
- 1959: John Paul Jones de John Farrow
- 1960: The Last Voyage d'Andrew L. Stone
- 1963: The Caretakers de Hall Bartlett
- 1965: Paris brûle-t-il? de René Clément
- 1967: Històries de brètols (Le Soleil des voyous) de Jean Delannoy
- 1968: The Name of the Game (sèrie TV): Dan Farrell
- 1970: La Storia di una donna de Leonardo Bercovici
- 1978: Un second souffle de Gérard Blain
- 1980: 1941 de Steven Spielberg
- 1980: Airplane! de David Zucker
- 1983: Valor extraordinari (Uncommon Valor) de Ted Kotcapf
- 1986: Un gran embolic (Big Trouble) de John Cassavetes
- 1986: The Transformers: The Movie de Jim Graziano
- 1988: Caddyshack II d'Allan Arkush
- 1989: Joe contra el volcà (Joe Versus The Volcano) de John Patrick Shanley
- 1996: Beavis and Butt-Head Do America de Mike Judge
- 1999: From Russia to Hollywood: The 100-Year Odissey of Chekhov and Shdanoff de Frederick Keeve
- 2001: Recess: School's Out de Chuck Sheetz

## Premis i nominacions[5]

### Premis
- 1960: Primetime Emmy al millor actor en sèrie per The Untouchables

### Nominacions
- 1957: Oscar al millor actor secundari per  Escrit en el vent
- 1961: Primetime Emmy al millor actor en sèrie per The Untouchables
- 1995: Primetime Emmy a la millor sèrie informativa per Unsolved Mysteries